# Сканово
Сканово — село в Наровчатском районе Пензенской области, центр Скановского сельского поселения.

## Население
| 1795 | 1864 | 1896 | 1912 | 1937 | 1959 | 1979 |
| ---- | ---- | ---- | ---- | ---- | ---- | ---- |
| 30   | ↗66  | ↗155 | ↗160 | ↗563 | ↘546 | ↗681 |
| 1989 | 1996 | 2002 | 2010 |      |      |      |
| ↘570 | ↗630 | ↘580 | ↗633 |      |      |      |

## История
В 17 веке был создан Троице-Сканов монастырь, а в XIX веке вокруг него образовалось поселение.
В 1919 году создан совхоз (с 1962 года «Наровчатский»). В 1992 г. указом ПВС РФ населенный пункт центральной усадьбы совхоза «Наровчатский» переименован в Сканово.
В 2007 открылся Сканово пещерный мужской монастырь во имя преподобных Антония и Феодосия печерских.

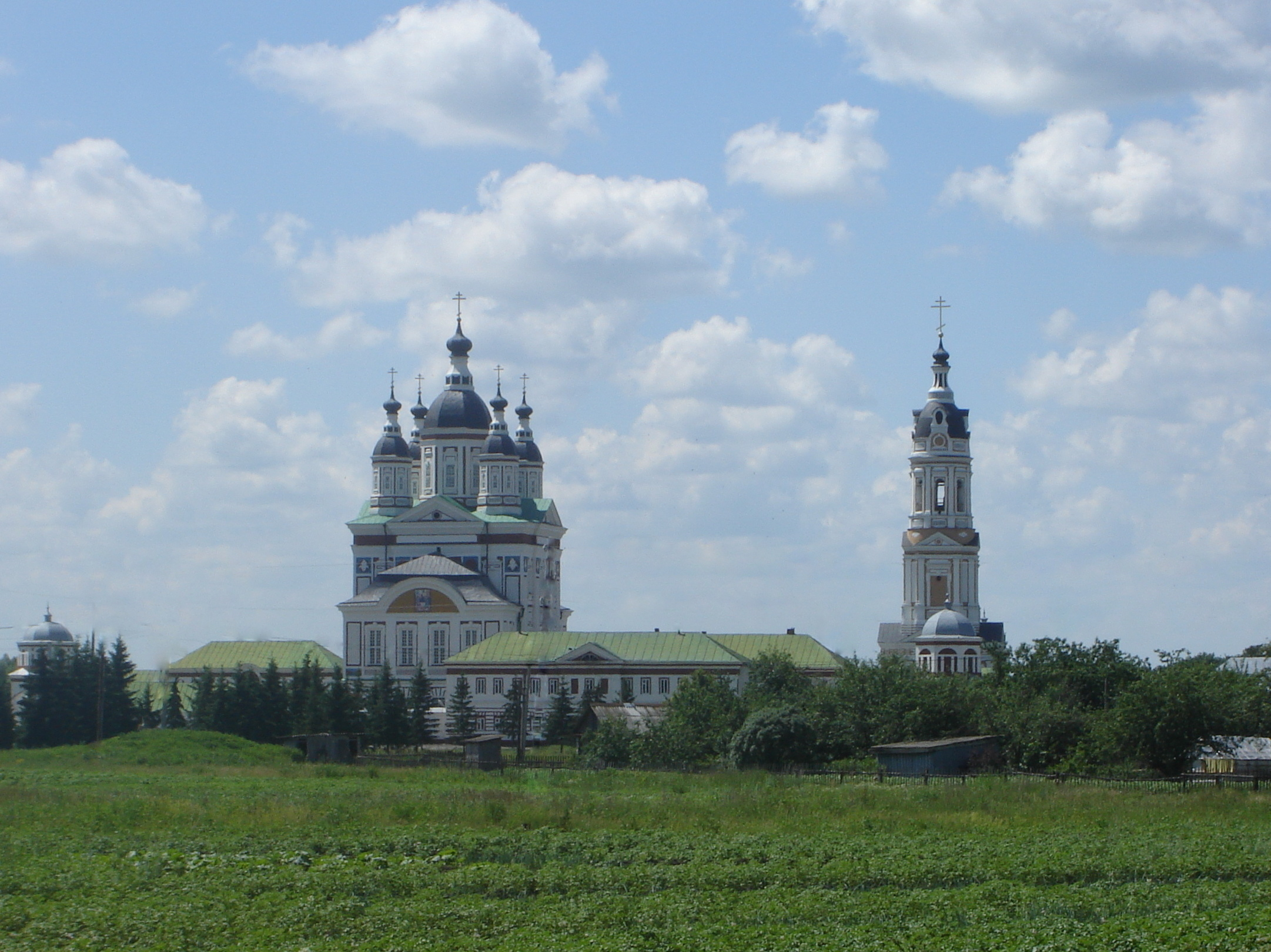
Троице-Сканов монастырь